# Gobiesox fulvus
Gobiesox fulvus är en fiskart som beskrevs av Meek, 1907. Gobiesox fulvus ingår i släktet Gobiesox och familjen dubbelsugarfiskar. Inga underarter finns listade i Catalogue of Life.